# Chelonanthus alatus
Chelonanthus alatus är en gentianaväxtart som beskrevs av Standley. Chelonanthus alatus ingår i släktet Chelonanthus och familjen gentianaväxter. Inga underarter finns listade i Catalogue of Life.